# عامر أبو بكر
عامر أبوبكر عامر جندي مصري قُتِلَ بدانة مدفع دبابة إسرائيلية بمنطقة رفح في نوفمبر 2004 أثناء نوبة حراسته الليلية، تحديداً عند الحدود الدولية رقم ’3‘ بمنطقة رفح الحدودية المصرية. أسرته من كفر دمنتو قرب المحلة الكبرى.
اضطرّت عائلته للجوء إلى محكمة إسرائيلية - من خلال محام من عرب 48 - لتنفيذ الحكم الصادر من محكمة استئناف القاهرة ضد السفير الإسرائيلي في القاهرة، بوصفه ممثلا لدولته، لأنّ القتل حُكِمَ أنّه لم يكون خطأ (أي به شبه تعمّد أو تعمّد). ويقضي الحكم بدفع 10 ملايين دولار كتعويض للأُسرة، ولم تساندهم الخارجية المصرية في شيء. قبلت المحكمة الإسرائيلية القضيّة وجاري تحديد موعد لجلسة تُلزِم الحكومة الإسرائيلية بتنفيذ حُكم محكمة القاهرة كاملاً.